# Edward Kościński

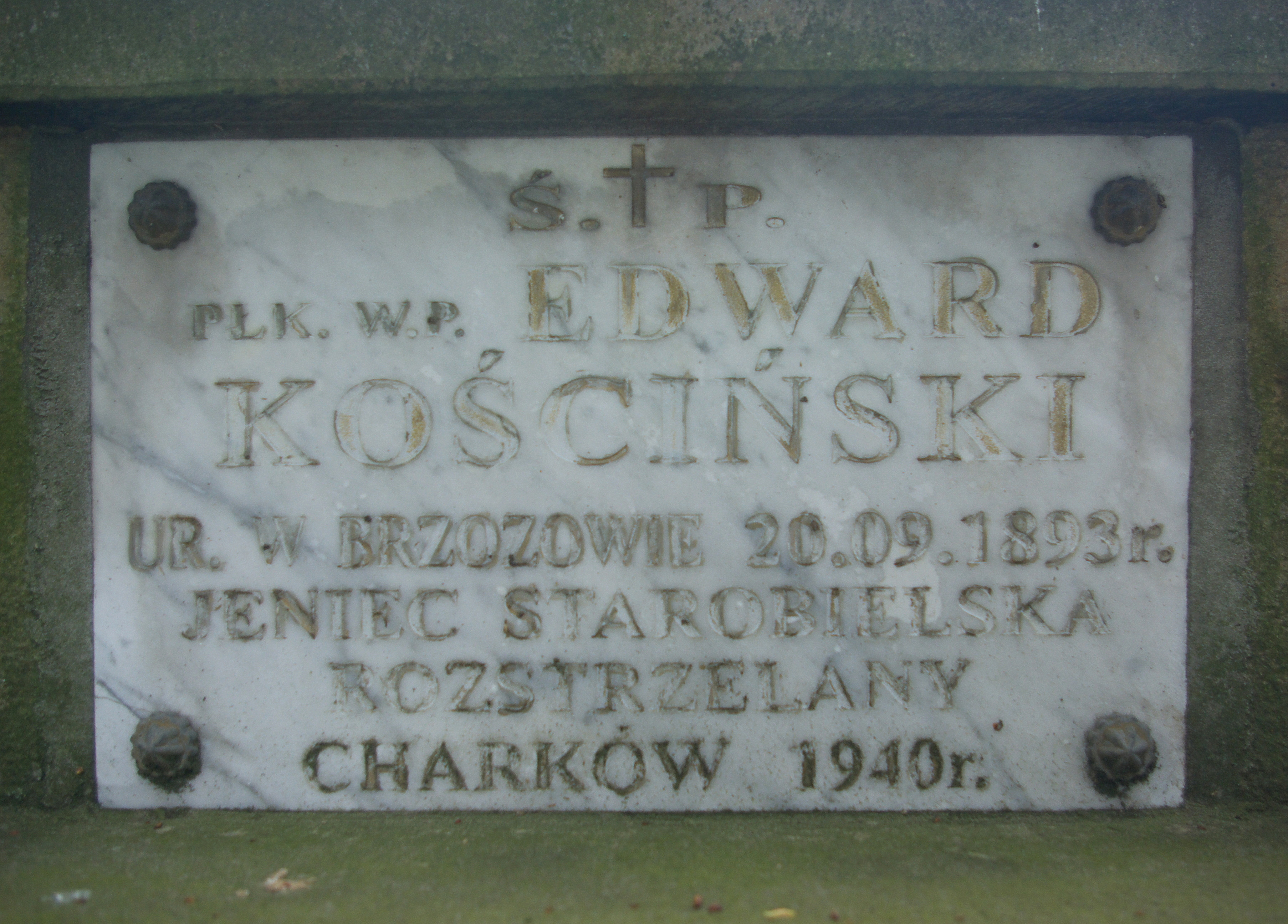
Symboliczne upamiętnienie Edwarda Kościńskiego na grobowcu jego żony Anny.

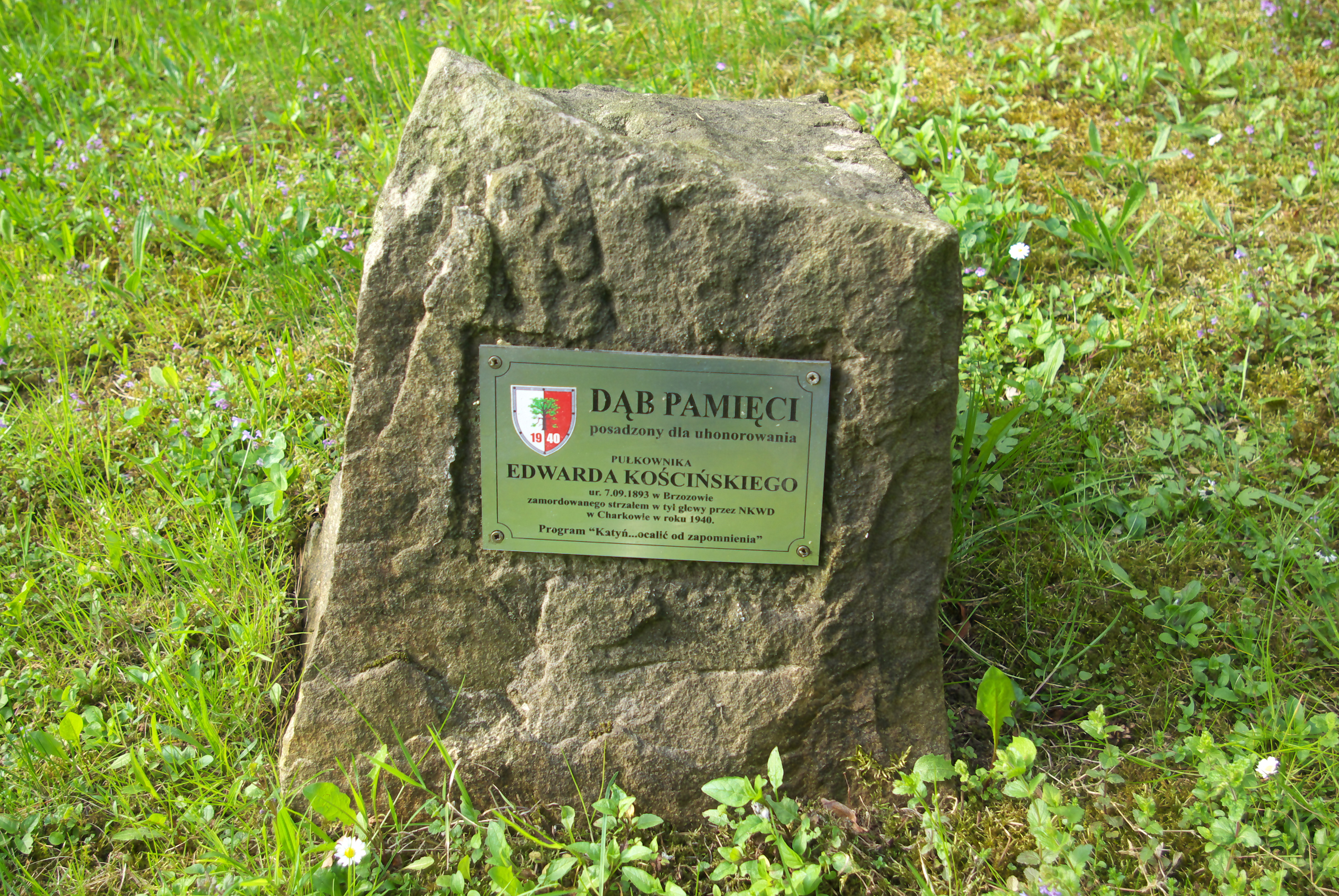
Kamień pamiątkowy przy Dębie Pamięci Edwarda Kościńskiego w Brzozowie.

Edward Kościński (ur. 7 września 1893 w Brzozowie, zm. wiosną 1940 w Charkowie) – podpułkownik piechoty Wojska Polskiego, ofiara zbrodni katyńskiej.

## Życiorys
Urodził się 7 września w Brzozowie w rodzinie Józefa (1849–1921, rzeźnik w Brzozowie) i Antoniny z domu Pilawskiej (1851–1926). Miał brata Wojciecha, profesora gimnazjalnego (1881–1928). W roku szkolnym 1906/1907 był uczniem II klasy w C. K. Gimnazjum w Sanoku. Ukończył Seminarium Nauczycielskie w Rudniku. Po wybuchu I wojny światowej w 1914 został wcielony do c. i k. armii. Później wstąpił do 5 Dywizji Strzelców Polskich. Został dowódcą II batalionu w 3 pułku strzelców polskich im. Henryka Dąbrowskiego.
Po powrocie do kraju wstąpił do Wojska Polskiego. W szeregach 101 pułku piechoty walczył na wojnie z bolszewikami i dostał się do niewoli. 3 maja 1922 został zweryfikowany w stopniu porucznika ze starszeństwem z dniem 1 czerwca 1919 roku i 14. lokatą w korpusie oficerów sanitarnych, grupa oficerów sanitarno-administracyjnych, a jego oddziałem macierzystym była kompania zapasowa sanitarna nr 2. Później został przeniesiony do korpusu oficerów piechoty i awansowany na kapitana ze starszeństwem z dniem 1 czerwca 1919 roku. W 1923 był przydzielony do 74 Górnośląskiego pułku piechoty w Lublińcu. W styczniu 1924 został przydzielony do Powiatowej Komendy Uzupełnień Łuniniec na stanowisko oficera instrukcyjnego. W styczniu 1925 został przydzielony do 74 pp, w którym kontynuował służbę na stanowisku dowódcy kompanii. 2 grudnia 1930 roku został mianowany majorem ze starszeństwem z dniem 1 stycznia 1931 roku i 34. lokatą w korpusie oficerów piechoty. W marcu 1931 roku został przesunięty ze stanowiska pełniącego obowiązki obwodowego komendanta Przysposobienia Wojskowego na stanowisko dowódcy batalionu. W listopadzie 1933 został przesunięty ze stanowiska dowódcy baonu na stanowisko kwatermistrza pułku. Na stopień podpułkownika został mianowany ze starszeństwem z dniem 19 marca 1938 roku i 43. lokatą w korpusie oficerów piechoty. W 1939 roku pełnił służbę w 86 pułku piechoty w Mołodecznie na stanowisku I zastępcy dowódcy pułku.
W czasie kampanii wrześniowej we wrześniu 1939 roku objął dowództwo rezerwowego 206 pułku piechoty i na jego czele wziął udział w obronie Lwowa. Po kapitulacji załogi Lwowa dostał się do niewoli sowieckiej. Został przewieziony do obozu w Starobielsku. Wiosną 1940 roku został zamordowany przez funkcjonariuszy NKWD w Charkowie i pogrzebany potajemnie w bezimiennej mogile zbiorowej w Piatichatkach, gdzie od 17 czerwca 2000 roku mieści się oficjalnie Cmentarz Ofiar Totalitaryzmu w Charkowie. Figuruje na Liście Starobielskiej NKWD, pod poz. 1411.
Jego żoną była Anna z Piotrowskich (1905–1935).

## Upamiętnienie
Edward Kościński został symbolicznie upamiętniony na grobowcu, w którym została pochowana jego żona Anna, znajdującym się na Cmentarzu Komunalnym w Brzozowie.

Jego nazwisko zostało wymienione wśród upamiętnionych ofiar II wojny światowej, ustanowionej 10 października 1976 roku w kościele Przemienienia Pańskiego w Brzozowie.
5 października 2007 roku minister obrony narodowej Aleksander Szczygło mianował go pośmiertnie na stopień pułkownika. Awans został ogłoszony 9 listopada 2007 roku w Warszawie, w trakcie uroczystości „Katyń Pamiętamy – Uczcijmy Pamięć Bohaterów”.
W ramach akcji „Katyń... pamiętamy” / „Katyń... Ocalić od zapomnienia”, zostały zasadzone Dęby Pamięci honorujące Edwarda Kościńskiego: przy I Liceum Ogólnokształcącym im. Króla Kazimierza Wielkiego w Brzozowie i w Kielcach.

## Ordery i odznaczenia
- Krzyż Niepodległości (10 grudnia 1931)[25][26]
- Krzyż Walecznych
- Złoty Krzyż Zasługi (16 marca 1934)[27]
- Medal Pamiątkowy za Wojnę 1918–1921
- Medal Dziesięciolecia Odzyskanej Niepodległości